# Coppa del Re 2025 (hockey su pista)
La Coppa del Re 2025 è stata la 81ª edizione della principale coppa nazionale spagnola di hockey su pista. La competizione ha avuto luogo con la formula della final eight dal 6 al 9 marzo 2025 presso il 	Pavelló Munipal Joan Ortoll di Calafell.
Il trofeo è stato conquistato dal  Reus Deportiu per l'ottava volta nella sua storia superando in finale il Lleida Lista Blava.

## Squadre partecipanti
Le squadre qualificate sono le prime otto classificate al termine del girone di andata dell'OK Liga 2022-2023.
| Club               | Qualificazione                             |
| ------------------ | ------------------------------------------ |
| Barcellona         | 1º posto nel girone di andata dell'Ok Liga |
| Deportivo Liceo    |                                            |
| Noia               |                                            |
| Reus Deportiu      |                                            |
| Calafell           |                                            |
| Igualada           |                                            |
| Lleida Lista Blava |                                            |
| PAS Alcoi          |                                            |

## Risultati

### Quarti di finale
| Squadra 1          | Risultato | Squadra 2 |
| ------------------ | --------- | --------- |
| 6 marzo 2025       |           |           |
| Lleida Lista Blava | 5 - 3     | PAS Alcoi |
| Barcellona         | 0 - 2     | Noia      |
| 7 marzo 2025       |           |           |
| Deportivo Liceo    | 5 - 4     | Igualada  |
| Reus Deportiu      | 2 - 1     | Calafell  |

### Semifinali
| Squadra 1          | Risultato | Squadra 2       |
| ------------------ | --------- | --------------- |
| 8 marzo 2025       |           |                 |
| Reus Deportiu      | 5 - 1     | Deportivo Liceo |
| Lleida Lista Blava | 2 - 1     | Noia            |

### Finale
| Calafell 9 marzo 2025 | Reus Deportiu | 5 – 4 | Lleida Lista Blava | Pavelló Munipal Joan Ortoll |